# 耶茲納斯
耶茲納斯是立陶宛的城市，位於該國南部，處於波秋奈以東16公里，由考那斯縣負責管轄，海拔高度109米，鎮上的教堂在1670年建成，2010年人口1,300。